# شامود
شامود (به مجاری:  Sámod) یک منطقهٔ مسکونی در مجارستان است که در ناحیه شیه واقع شده‌است.